# NGC 6756
NGC 6756 (другое обозначение — OCL 99) — рассеянное скопление в созвездии Орёл.
Этот объект входит в число перечисленных в оригинальной редакции «Нового общего каталога».